# Guvernement
Et guvernement er en subnational enhed, som regel den højeste grad af landets administrative opdeling, og ledes af en guvernør. Det kan sammenlignes med en provins, men er også brugt om kolonier. I dag bruges guvernement oftest som oversættelse af det arabiske muhafazah, og sjældnere wilayah, men ordet kommer oprindelig fra russisk gubernija, og blev brugt om de administrative hoveddistrikter i Det russiske kejserdømme.

## I arabiske lande
I mange arabiske lande er et guvernement en forvaltningsenhed direkte under staten, men i Saudi-Arabien betegner det en forvaltningsenhed under emiraterne, som er forvaltningsenhederne på øverste niveau.
- Bahrains guvernementer
- Egyptens guvernementer
- Iraks guvernementer
- Jordans guvernementer
- Kuwaits guvernementer
- Libanons guvernementer
- Syriens guvernementer
- Tunisiens guvernementer
- Jemens guvernementer

I Irak er guvernementerne ofte oversat til provinser.

## I Det Russiske Kejserrige
I Det Russiske Kejserrige benyttedes betegnelsen guvernement (russisk: губе́рния, tr. gubernija; dansk: ~ ledet af en guvernør).
Efter Den russiske revolution blev guvernementerne erstattet af oblaster.

## I Danmark
Fra 1815 til 1848 var den danske kronprins guvernør i Fyns Guvernement.